# Homo faber
Homo faber és una locució llatina que significa "l'home que fa o fabrica". S'usa principalment en contraposició a Homo sapiens, la denominació biològica de l'espècie humana, locució també llatina que significa "l'home que sap".

## Usos comuns de la locucióhomo faber
L'escriptor llatí Appius Claudius Caecus (340 aC - 273 aC) la va usar en la seva obra Sententiæ per referir-se a la capacitat dels éssers humans de controlar la seva destinació i el seu entorn: Homo faber suae quisque fortunae (cada persona és l'artífex de la seva pròpia destinació).
En el seu treball més conegut, El Capital (1867), Karl Marx la utilitza en relació amb la frase de Benjamin Franklin "l'home és l'animal que fa eines".
El filòsof francès Henri Bergson la va emprar en la seva obra L'evolució creadora (1907), on va definir la intel·ligència com "la capacitat de crear objectes artificials, en particular eines per fer eines, i de modificar-los de manera il·limitada".
També va ser usada per la teòrica de la política Hannah Arendt (1958) per emfatitzar la capacitat humana de controlar el seu entorn amb l'ús d'eines. També en el mateix sentit va ser usada per l'escriptor Max Frisch en la seva novel·la Homo faber (1957).

## Antropologia
En antropologia, l'homo faber (en el sentit de l'home que s'interessa en les coses pràctiques) es contraposa a l'homo ludens (en el sentit de l'home que juga, que s'interessa en la diversió). També s'usa en conjunció o contraposició al deus faber (el déu el que crea), el prototip del qual és Vulcà, el déu de la forja.